# Вакцина против ковида 19
Истраживање вакцине против ковида 19, сложен је процес покренут јануара 2020. у преко 40 лабораторија у свету, са циљем да се развије потенцијална вакцина против новог коронавируса, која постаје не само медицинска већ и геополитичка трка за вакцином.
Биотехнолошка компанија Модерна у априлу 2020. могла би да почне тестирање на људима, али тешко је да би вакцина коју развија могла да буде у масовној употреби пре марта 2021. године, што би било екстремно брзо. У трку за вакцином ушло је више од  130 истраживача у различитим фазама клиничког тестирања, које има четири. У другој половини 2020. године само је неколико кандидата ушло у трећу фазу, која најдуже траје и која је једна од преломних у развоју сваке вакцине.
Најава да ће се вакцина добити на јесен 2020. године према мишљењу многих је била је превише оптимистична, јер постоје бројне препреке пре него што глобална имунизација буде могућа.
Више од 50 вакцине против ковида 19 су тренутно у фази 1–3 клиничких испитивања. Са новим напретком о коме се извештава такорећи сваког дана, велики део света почиње да гледа у будућност након пандемије ковида 19.

## Опште информације
У моменту када је Светска здравствена организација прогласила пандемију ковида 19, покренута је велика активност широм света стручњака који раде не развоју вакцине, јер једино она може да спречи да се људи разболе од респираторне инфекције изазване новим вирусом корона типа САРС-КоВ-2.
Око 35 компанија и око 40 научних института ушло је у трку с временом, од којих бар четири компаније имају вакцине у истраживању које за сада тестирају на животињама. Брзина којом ће те компаније напредовати у прављењу вакцина-кандидата ослања се у највећој мери прво на разумевање како да се развије вакцина за друге коронавирусе, а онда за САРС-КоВ-2, јер он има између 80% и 90% одсто генетског материјала као и САРС, зато се тако и зове. Оба вируса имају РНК унутар сферне протеинске капсуле прекривене шиљцима, којима се закаче за рецепторе на површини ћелија плућа код човека, након чега се, захваљујући том рецептору убрзо нађу у ћелији.
Иако је истраживање вакцина против коронавируса интензивније је започето с почетка 21. века, када су они изазвали две епидемије - од 2002. до 2004. године то је био САРС у Кини и 2012. године МЕРС у Саудијској Арабији. Мешутим рад на вакцинама је касније, када је опасност прошла, одложен.
Имајући у виду да када се вируси нађу унутар ћелије, они преузимају контролу над њеним механизмом за размножавање и почиње да се копирају. На крају, ћелија плућа страда у том процесу, а вирус прелази на следећу. На сличном принципу раде и све вакцине које: људском имуном систему дају патоген, комплетан или само његов део, и то у малој количини како би га подстакли да произведе антитела против вуруса. Антитела касније могу бити мобилисана брзо уколико се организам нађе на удару вируса у свом природном облику.

## Врсте вакцина
Према технологије производње вакцине се могу поделити у три основне врсте:
- Вакцина добијена од целог инактивисаног вируса
- Вакцине које користе вирални вектор (аденовирусни вектор)
- Вакцине засноване на мРНА молекулу. Ове вакцине спадају у иновативну технологију, која је омогућена захваљујући истраживањима у којим је водећи допринос дала Каталин Карико.

### мРНА вакцине
мРНА вакцине користе РНК која даје  ћелијама примаоца упутства како да направе протеин (или део протеина) клице.
Неколико вакцина против ковида19, укључујући вакцине Pfizer–BioNTech ковид19 и Moderna COVID‑19 vaccine, развијено је да користи РНК за стимулисање имунолошког одговора. Када се унесе у људско ткиво, вакцина садржи или самореплицирајућу РНК или РНК (мРНК), који узрокују да ћелије експримирају САРС-КоВ-2 шиљасти протеин. Ово учи тело како да идентификује и уништи одговарајући патоген. РНК вакцине често, али не увек, користе РНК модификоване нуклеозиде. Испорука мРНК се постиже коформулацијом молекула у липидне наночестице које штите РНК нити и помажу њихову апсорпцију у ћелије.
РНК вакцине су биле прве вакцине против ковида19 које су одобрене у Уједињеном Краљевству, Сједињеним Америчким Државама и Европској унији.
Одобрене вакцине овог типа су вакцине Pfizer–BioNTech и Модерна. CureVac COVID-19 vaccine из CureVac-а није успела у клиничким испитивањима.
Тешке алергијске реакције су ретке. У децембру 2020. године, 1.893.360 првих доза Pfizer–BioNTech COVID‑19 vaccine вакцине резултирало је у 175 случајева тешке алергијске реакције, од којих је 21 била анафилакса. За 4.041.396 давања дозе вакцине Moderna COVID‑19 vaccine у децембру 2020. и јануару 2021. године, пријављено је само десет случајева анафилаксе. Липидне наночестице (ЛНП) су највероватније биле одговорне за алергијске реакције.

### Векторске вакцине против аденовируса
Вирусне векторске вакцине користе генетски материјал, који  ћелијама примаоца даје упутства за прављење протеина клице. Ове вакцине такође садрже другачији, безопаснији вирус који помаже да се генетски материјал унесе у  ћелије примаоца.
Ове вакцине као примери вирусних векторских вакцина које се не реплицирају, већ користе аденовирусну шкољку која садржи ДНК која кодира протеин САРС-КоВ-2. Вакцине засноване на вирусним векторима против ковида 19 се не реплицирају, што значи да не праве нове вирусне честице, већ производе само антиген који изазива системски имуни одговор.
Овлашћене вакцине овог типа су:
- Оксфорд-АстраЗенека ковид 19 вакцина 19,[16][17][18]
- Спутњик В ковид 19,[19]
- Convidecia и Janssen COVID‑19 vaccine.[20][21]

Convidecia и Janssen COVID‑19 vaccine су једнократне вакцине које нуде мање компликовану логистику и могу се чувати у обичном фрижидеру неколико месеци.
Спутњик В користи Ад26 за своју прву дозу, која је иста као Јансенова једина доза, и Ад5 за другу дозу, која је иста као једина доза вакцине Convidecia.
Дана 11. августа 2021, програмери Спутњика В предложили су, с обзиром на пораст случаја Делта соја, да Фајзер тестира компоненту Ад26 (названу њеном лајт верзијом) као појачивач.
Раст случајева Делта соја у САД и Израелу показује да је мРНА вакцинама потребан хетерогени појачивач за јачање и продужење имунолошког одговора. Спутник В је показао ефикасност од 83,1% у односу на Делта сој. Данас РДИФ нуди Фајзеру да започне пробну верзију са Спутњик Лајтом као појачивачем.

### Инактивиране вирусне вакцине
Инактивиране вакцине користе убијену верзију клице.
Инактивиране вакцине се састоје од вирусних честица које се узгајају у култури, а затим убијају коришћењем метода као што су топлота или формалдехид како би се изгубила способност производње болести, док и даље стимулише имуни одговор.
Овлашћене вакцине овог типа су:
- CoronaVac (Кина)[27][28][29]
- Sinopharm BIBP[30] и  WIBP vaccines  (Кина)
- Covaxin (Индија);
- CoviVac (Русија).[31]
- QazVac (Казахстан).[32]
- COVIran Barekat (Иран).[33]
- Valneva COVID‑19 vaccine (у клиничком испитивању)19.[34]

### Подјединичне вакцине
Подјединичне вакцине представљају један или више антигена без уношења целих честица патогена. Антигени који су укључени су често протеинске подјединице, али могу бити било који молекул који је фрагмент патогена.
Овлашћене вакцине овог типа су пептидне вакцине:
- EpiVacCorona,
- ZF2001,
- MVC-COV1901,
- Вакцинација становника Кубе коњугованом вакцином Soberana 02Corbevax.

Вакцине са одобрењем на чекању укључују вакцине:
- Novavax COVID‑19 vaccine,[39]
- Soberana 02  (коњугована вакцина) и
- Sanofi–GSK vaccine.

Вакцина В451 је раније била у клиничким испитивањима, која су прекинута јер је откривено да вакцина може потенцијално да изазове нетачне резултате за накнадно тестирање на ХИВ.

### Интраназалне
Интраназалне вакцине циљају имунитет преко носне слузокоже која је портал за улазак вируса у тело. Ове вакцине су дизајниране да стимулишу назалне имуне факторе, као што је ИгА.
Поред инхибиције вируса, назалне вакцине обезбеђују лакоћу администрације јер нису укључене никакве игле (и пратећа фобија од игле).
Вакцине за нос су одобрене и за друге инфекције, као што је грип. Од 2021. само једна назална вакцина, Флумист (САД); Флуенз Тетра (Европска унија) је била одобрена у Сједињеним Државама и Европи за употребу као вакцина против грипа.

### Друге врсте
Друге врсте вакцина које су у клиничким испитивањима укључују:
- вакцине налик вирусу,
- вакцине са више ДНК плазмида,[45][46][47][48][49][50]
- најмање две лентивирусне векторске вакцине,[51][52]
- најмање две лентивирусне векторске вакцине,[53]
- коњуговане вакцине и
- вакцине вирус везикуларног стоматитиса који показује САРС‑КоВ‑2 шиљасти протеин.[54]

Научници су истраживали да ли постојеће вакцине за неповезана стања могу да ојачају имуни систем и смање озбиљност инфекције ковида19.
Постоје експериментални докази да Бесеже вакцина против туберкулозе има неспецифичне ефекте на имуни систем, али нема доказа да је ова вакцина ефикасна против ковида19.

## Тренутно одобрене вакцине против ковида 19
На доњој табели приказане су 23 до сада одобрене вакцине, категорисане по типу, на основу начина на који функционишу и њихова ефикасност.
| Назив                                          | Произвођач                                       | Врста вакцине          | Проценат ефикасности  |
| ---------------------------------------------- | ------------------------------------------------ | ---------------------- | --------------------- |
| BNT162b2 (Comirnaty)                           | Pfizer-BioNTech                                  | мРНА                   | 95%                   |
| mRNA-1273                                      | Moderna                                          | мРНА                   | 94.5%                 |
| TAK-919*                                       | Takeda                                           | мРНА                   | 94.5%                 |
| Ad26.COV2.S                                    | Janssen (Johnson & Johnson)                      | вирални вектор         | 66%                   |
| AZD1222 (Vaxzevria)                            | Oxford-AstraZeneca                               | вирални вектор         | 81.3% Поуздани извор  |
| Covishield**                                   | Serum Institute of India                         | вирални вектор         | 81.3%                 |
| Ad5-nCov                                       | CanSino                                          | вирални вектор         | 65.28%                |
| Sputnik V                                      | Gamaleya                                         | Viral vector           | 91.6% Поуздани извор  |
| Sputnik Light                                  | Gamaleya                                         | вирални вектор         | 79.4%                 |
| Covaxin                                        | Bharat Biotech                                   | инактивиран            | 80.6%                 |
| BBIBP-CorV                                     | Sinopharm (Beijing)                              | инактивиран            | 79.34% Поуздани извор |
| Inactivated (Vero Cell)                        | Sinopharm (Wuhan)                                | инактивиран            | 72.51%                |
| CoronaVac                                      | Sinovac                                          | инактивиран            | 50.38%                |
| CoviVac (KoviVac)                              | Chumakov Center                                  | инактивиран            | непознат              |
| QazCovid-in (QazVac)                           | Kazakhstan RIBSP                                 | инактивиран            | непознат              |
| SARS-CoV-2 Vaccine (Vero Cells)                | Minhai Biotechnology Co                          | инактивиран            | непознат              |
| COVID-19 inactivated vaccine (COVIran Barekat) | Shifa Pharmed Industrial Co                      | инактивиран            | непознат              |
| RBD-dimer                                      | Anhui Zhifei Longcom                             | протеинска подјединица | непознат              |
| EpiVacCorona                                   | FBRI                                             | протеинска подјединица | непознат              |
| CIGB-66 (Abdala)                               | Center for Genetic Engineering and Biotechnology | протеинска подјединица | 92.28%                |
| MVC-COV1901                                    | Medigen                                          | протеинска подјединица | непознат              |
| COVAX-19 (SpikoGen)                            | Vaxine/CinnaGen Co                               | протеинска подјединица | непознат              |
| ZyCoV-D                                        | Zydus Cadila                                     | ДНК поуздан извор      | 66.6%                 |

Напомена: свака од ових вакцина добила је дозволу за употребу у најмање једној земљи.
* ТАК-919 је Модерна вакцина произведена за Јапан.
** Covishield  - Oxford-AstraZeneca вакцина произведена је за Индију.

## Упоредни приказ вакцина
|                                      | Држава                    | Тип                                         | Дозирање | Успешност              | Чување                |
| ------------------------------------ | ------------------------- | ------------------------------------------- | -------- | ---------------------- | --------------------- |
| Бајонтек и Фајзер                    | —                         | РНК                                         | 2 дозе   | 90%                    | -70 °C                |
| Модерна                              | Сједињене Америчке Државе | РНК (део генетског кода вируса)             | 2 дозе   | 95%                    | -20 °C до 6 месеци    |
| Aстра-Зенека и Унверзитет у Оксфорду | Уједињено Краљевство      | Вирални вектор                              | 2 дозе   | Јак имунолошки одговор | Температура фрижидера |
| Гамалеја (Спутник В)                 | Русија                    | Вирусни вектор (генетски модификован вирус) | 2 дозе   | 91.6%                  | Температура фрижидера |
| Синовак (Коронавак)                  | Кина                      | инактивисана вакцина                        | 2 дозе   | 79.38%                 | +2 до 8 °C            |

## Ограничавајући фактори
Како се имунизација, уобичајено, постиже коришћењем живог, и/или ослабљеног вируса или делом или целим вирусом који је топлотно или хемијски деактивиран, ове методе могу имати и недостатке:
- Живи вирус може да настави да се развија у телу домаћина, и чак повратити своју вирулентност и примаоца учинити болесним.
- Веће дозе или имунизација из више делова у којима се користи неактиван вирус морају достићи неопходан ниво заштите.

Имајући наведено у виду неки од пројеката за заштиту од ковида 19 ослањају се на ове тестиране приступе, док други користе новије технологије, а то захтева бројне процедуре тестирања, покушаја и погрешака које траје и читаву деценија, па чак и дуже, да се дође до безбедне вакцине.

## Кина
Овако брзом развоју вакцине нико се није надао. То су, највећим делом, омогућили кинески стручњаци који су радили на секвенционирању генетског материјала вируса САРС-КоВ-2 који изазива респираторно обољење ковид 19. Кина је поделила своја сазнања, на глобалном нивоу још почетком јануара 2020. године, и тиме омогућила истраживачима широм света да узгајају вирус и проучавају механизме његовог продора у ћелије људи.
Почетком априла 2020. године Кина је одобрила тестирање две експерименталне вакцине против ковида 19 на људима, у новој борби против коронавируса која се сада фокусира на импортоване случајеве заразе, посебно из суседне Русије.

## САД
Прва таква вакцина настала у бостонској биотехнолошкој компанији Модерна, где тестирање на људима најављују за април. Многе лабораторије и институти у САД ушли су у трку за креирање вакцине против ковида 19, јер је то, између осталог, ствар престижа, али и профита за земљу - произвођача.

## Русија
Руководилац Федералне медицинско-биолошке агенције Вероника Скворцова саопштила је 20. марта 2020. да ће вакцина против вируса САРС-КоВ-2 највероватније бити готова кроз 11 месеци.
Израдом вакцина бави се Државни научни центар за вирусологију и биотехнологију Вектор, који је започео истраживања на животињама. Тренутно су направљена три прототипа вакцине који представљају рекомбинентне протеине на бази епитопа површинског С-протеина САРС-КоВ-2, на основу испитивања имуногености код мишева. Према резултатима ових истраживања научници ће одредити најперспективније и најбезбедније прототипове.

Међутим руски научници смарају да вакцина можда може почети да се користи до краја 2020. године, и наводе да је:
| „ | Институт Гамалеј објавио крајем маја (2020) да је њихова вакцина незванично тестирана и показало се да је сигурна. Вакцине су тестиране од стране стручњака са овог Института, укључујући проналазаче вакцина и организаторе клиничких испитивања и технологе. | ” |

## Француска
Француски научници из Институт Пастер тренутно су почели да раде на модификовању вакцине за мале богиње како би „преварили“ тело да производи антитела против новог коронавируса. Институт Пастер основан је 1887. године,до сада је био један од светских предводника у борби против тифуса, туберкулозе, полиомилијелитиса, жуте грозницу, ХИВ-а и других болести, а тренутно, скоро свих 133 одељења института фокусирано је на пандемију ковида 19.
У јануару, научници на „Пастеру“ су први у Европи завршили потпуно секвенцирање генома новог коронавируса, само неколико дана након првог случаја ковида 19 у Француској. Био је то важан корак у разумевању мутације вируса након првобитне епидемије у Вухану.
Циљ истраживања је да се прилагођава уобичајена вакцина за мале богиње да садржи појединачан протеин из вируса САРС-КоВ-2, у нади да се тако може покренути имуна реакција тела, као што је то случај са тренутном ММР вакцином која штити људе од морбила (малих богиња), заушки и рубеле (црвенке).
 Предвиђа се да би тестирање вакцине на људима могло да почне за годину дана, јер је научницима потребно време да тестирају вакцину и виде да ли има неке негативне споредне ефекте, како би их спречили или умањили, јер имунолошка реакција, може да буде смртоноснија него сама болест. Према томе Нетестирана или пожурена вакцина била би опасна сматрају француски виролози.

## Тренутно стање у истраживању вакцина (новембар 2020)
С краја новембра 2020. године, према извештајима из РТС, Ројтерса, Вашингтон поста, Јуроњуза, следећих пет фармацеутских компанија за сада предњачи у истраживањима вакцине против ковида 19:

### Бајонтек и Фајзер
У Сједињеним Америчким Државама и Немачкој вакцина Бајонтека и Фајзера, која се прима у две дозе, прошла је крајем новембра 2020. године и трећу, финалну фазу тестирања. Резултати су показали да је вакцина ефикасна у 95% случајева у спречавању благих и тешких облика инфекције ковидом 19, чак и код старијих људи, као и да нема озбиљних ризика по здравље.
Фајзер је најавио да ће до краја године имати спремних 50 милиона доза вакцина, што је довољно да се заштити 25 милиона људи.
Велика Британија
Велика Британија је 7. децембра 2020. године постала прва западна земља која је почела да вакцинише своје становништво против нове инфекције коронавирусом - вакцином коју су развили Фајзер и Бајонтек. Британија је од компаније Фајзер наручила 40 милиона доза вакцине, што је довољно за мање од трећине становништва од 67 милиона, с обзиром да вакцину треба дати у две дозе како би особа стекла имунитет. Британско тржиште ће овом вакцином обезбедити производни погон компаније Фајзер у белгијском граду Пурсу, једном од највећих производних центара са преко 2.600 радника.
САД
Почетком децембра 2020. године америчка агенција за лекове одобрила је за употребу вакцину коју су развили Фајзер и Бајонтек. Након тога започета је огромна логистичка операција која укључује савезне и државне владе, приватне компаније и здравствене раднике, како би се вакцина из компаније Фајзерове фабрике у Каламазуу у држави Мичиген, авионима брзо дистрибуирала у ограниченим количинама широм Сједињених Америчких Држава. За ову намену Фајзер је направио посебне контејнере за транспорт вакцина, а сензори са ГПС-ом пружају компанији могућност праћења сваке испоруке и буде сигурна да су и даље довољно охлађене.
Европска унија
Европска комисија је 21. децембра 2020. године дала коначно одобрење за вакцинацију против ковида 19 вакцином Бајонтек и Фајзер и препоручила да вакцину треба да приме особе старије од 16 година.
Недељу дана касније, тачније 27. децембра 2020. године са симболичним бројем од 9.750 доза, по чланици, започета је истовремено вакцинација у свим земљама Европске уније.
Према наводима из интерног документа, који преноси новинска агенција Ројтерс:
ЕУ плаћа 15,50 евра по дози за вакцину коју су развили немачки Бајонтек и амерички Фајзер. Договорена је цена за укупно 300 милиона јединица вакцине.
Прерачунато, са 18,90 долара, то је мало испод цене коју плаћају САД, а то је 19,50 долара по јединици вакцине за првих 100 милиона доза истог производа. Документ о ценама из ЕУ датиран је 18. новембара и прослеђен је интерно у ЕУ након што је та заједница држава 11. новембра саопштила да је склопила уговор о снабдевању са Бајонтеком и Фајзером.
Србија
Тачно 293 дана откако је у Србији забележен први случај ковида-19, 24. децембра 2020. почела је вакцинација против корона вируса 4.753 особа првом дозом, колико је стигло у Србију, првоодобрене вакцине за употребу у Р. Србији произвођача Бајонтек и Фајзер.

### Модерна
У САД је америчке компаније Модерна после тестирања показала ефикасност вакцине од 95%. У процесу тестирања вакцине учествовало је 30.000 људи. Једној половини испитаника су дате две дозе вакцине у размаку од четири недеље, док су остали добили лажну вакцину.
Анализа је извршена на првих 95 учесника који су пријавили симптоме ковида 19, а испоставило се да је њих 90 било подвргнуто лажном третману.
Као и Фајзерова вакцина, прима се у две дозе (друга четири недеље након прве). Вакцина се чува на -20 °C, што би могло да олакша дистрибуцију и чување.
У изјави објављеној крајем децембра 2020. године на веб страници Модерне наводи се да фармацеутска компанија верује да је вакцина ефикасна против мутираног облика вируса, који се брже шири, и додаје да ће се и даље спроводити тестови како би се постигли поуздани резултати.
Америчка Управа за храну и лекове издала је дозволу за хитну употребу за вакцину коју је развила компанија Модерна, након одобрења које је раније у САД добила вакцина компанија Фајзер и Бајонтек.
Америчка Управа за храну и лекове одобрење је издала дан након што је саветодавни одбор агенције одобрио издавање дозволе за вакцину коју је развила компанија „Модерна” и недељу дана након што је одобрена вакцина компанија Фајзер и Бајонтек.
Очекује се да ће вакцина Модернина бити употребљена на локацијама до којих је теже доћи, као што су болнице у селима, јер вакцина мора да се чува на ниским температурама, али не толико ниским колико захтева вакцина компанија Фајзер и Бајонтек.
Вакцина је заснована на сличној технологији као и вакцина компанија Фајзер и Бajoнтек. Компанија је саопштила да ће испоручити око 20 милиона доза америчкој влади у току 2020. године. У првом кварталу 2021. године глобално ће бити испоручено између 100 и 125 милиона доза вакцина, од којих између 85 и 100 за становнике САД.

### Спутњик В
У Русији је вакцина названа Спутњик В, произведена је у Институту Гамалеј и Министарству одбране, и по наводим произвођача ефикасна је у 95% случајева.
Вакцина Спутњик В прима се у две дозе и за грађане Руске Федерације биће бесплатна, а за остале како се наводи на званичном сајту, на међународном тржишту коштаће мање од 10 долара.
Чува се на температури од +2 до +8 степени, а произвођачи најављују да би, почев од 2021. године, могли да произведу и до 500 милиона доза годишње. Они који су већ резервисали вакцину, прве испоруке могли би да добију до марта 2021. године.
Ова вакцина је доспела и у Србију и тренутно је у фази добијања дозволе за употребу.
Белорусија је прва земља после Русије која је 21. децембра 2020. регистровала вакцину Спутњик В. Прва клиничка испитивања ове вакцине изван Русије су такође почела у Белорусији 1. октобра 2020.
Србија
Агенција за лекове и медицинска средства Србије (АЛИМС) издала је 31. децембра 2020. увозну дозволу за 2.400 доза руске вакцине Спутњик В, рекао је за "Танјуг" Павле Зелић из АЛИМС-а, пошто је вакцина испунила све услове прописане законом и по законским актима, чиме је потврђен њен квалитет, ефикасност и безбедност.

### Aстра-Зенека и Унверзитет у Оксфорду
Са подацима о ефикасности вакцине изашла је и британско-шведски фармацеутски гигант Астра-Зенека, који цепиво развија у сарадњи са Универзитетом у Оксфорду. Вакцина, развијена у Оксфорду, је класична вакцина, слична руској, коју је развио Центар за епидемиологију и микробиологију Гамалеја.
И ова вакцина прошла је трећу фазу тестирања, након чега је показано да је ефикасно спречила обољевање од ковида 19 у 90% случајева када је давање половине дозе праћено једном целом. У другом режиму дозирања, када су учесницима дате две целе дозе, вакцина је била ефикасна у 62% случајева.
У просеку, вакцина је показала 70% ефикасности, након прве дозе али истраживачи тврде да се исправним дозирањем у две дозе она може задржати на жељених 90%.
Да је вакцина безбедна говори податак да је само три од 23.745 учесника током испитивања од 3 месеца имало озбиљније нежељене реакције које су вероватно били повезани са вакцином. Сви учесници су се опоравили или се опорављају и остају на даљем посматрању.
Почетком децембра 2020. године је дошло до обрта ситуације пошто су компанија и Универзитет признали да је дошло до грешке током тестирања вакцине. То је покренуло многа питања о прелиминарним резултатима које су објавили.
Испитивање ове вакцине било је пропраћено и мини-скандалом у септембру 2020. године, пошто је волонтер у Бразилу, који је учествовао у тестирању, преминуо. Испоставило се да је он добио упалу кичмене мождине, а испитивање вакцине је убрзо настављено.
Вакцина се чува на температурама, које се постижу чувањем у обичном фрижидеру, лако се транспортује и дистрибуира, а има и ниску цену која износи две фунте.
Британско Министарство здравља је последњих дана децембра 2020. саопштило да је вакцина против коронавируса, коју су произвели Универзитет Оксфорд и Астра Зенеца, одобрена је за употребу у Великој Британији, и наручило 100 милиона доза ове вакцине, што је довољно за вакцинацију 50 милиона људи.
Вакцинација у Великој Британији започела је 4. јануара 2021. године у Оксфорду где је вакцина и развијена - у локалној болници, која носи име Винстона Черчила. Наставиће се у у око сто болница и преко седамсто локалних лекарских ординација, са циљем да се вакцинише два милиона људи недељно.

### Синовак
У Кини се тренутно ради на развоју најмање пет вакцина против коронавируса, док су четири кинеске вакцине ушле су трећу, завршну фазу испитивања, а међу њима и она компаније Синовак под називом Короновак. Пекиншки Институт за биолошке производе наводи да је вакцина ефикасна у 79,34% случајева.
Тренутно се чекају резултати испитивања на волонтерима у Бразилу, Индонезији и Турској, након чега ће бити објављени подаци о ефикасности.
Како је у септембру пренела агенција Ројтерс, и Србија и Пакистан пристале су да учествује у трећој фази испитивања. Вакцина се тестира на 50.000 људи у 10 земаља.
Тврди се да је једна од главних предности Короновак вакцине то што може да се чува на стандардној температури фрижидера, између 2 и 8 °C, као и оксфордска вакцина, која је направљена од генетски модификованог вируса који узрокује прехладу код шимпанзи. Поређења ради вакцина Модерне мора да се чува на -20 °C, а Фајзерова на чак -70 °C. То значи да је и кинеска вакцина много подобније земљама у развоју које можда неће моћи да складиште велике количине вакцине на тако ниским температурама.
Кина је условно одобрила за употребу вакцину Короновак компаније Синофарм, што значи да је истраживање вакцине још увек у току, објавила је кинеска Национална управа за медицинске производе 30. децембра 2020. Реч је о неактивној вакцини, што значи да је вирус узгојен у лабораторији, а затим убијен, након чега се клица убризгава у тело да би се створио имуни одговор организма.

## Списак регистрованих и одобрених вакцина на глобалном нивоу
- RNA vaccines  Фајзер-Бајонтек  Moderna  ZyCoV-D
- Adenovirus vector vaccines  Oxford–AstraZeneca  Janssen  Sputnik V  Sputnik Light  Convidecia
- Мртва вакцина  Sinopharm (BBIBP)  CoronaVac  Covaxin  Sinopharm (WIBP)  други
- Subunit vaccines  Novavax  Abdala  EpiVacCorona  Zifivax  Soberana 02  други

## Став јавности према вакцини
Да ли треба да примим вакцину против ковида 19?
Било који облик медицинског третмана носи ризике, али у многим случајевима они су надјачани предностима.
Поуздани извор препоручују да се људи вакцинишу како би се сузбило ширење вируса који изазива ковид 19, осим у врло специфичним околностима.
Како примање вакцине не гарантује потпуну заштиту од ковида 19, вакцинисани морају да наставе да се придржавају смерница за социјално дистанцирање, да носе маске у јавности и често перу руке, спроводе и друге мере предострожности.

Извор:Should I receive a COVID-19 vaccine?
Према прелиминарним истраживањима око  10% јавности вакцину сматра несигурном или непотребном, што повећава ризик од даљњег ширења вируса узрочника ковида 19. Средином 2020. године процене из два истраживања биле су да би 67% или 80% људи у САД прихватило вакцину против ковида 19, уз велике разлике у нивоу образовања, радном статусу, раси и географском положају.
Анкета коју је спровела  National Geographic i Morning Consult показала је полне разлику у спремности за вакцинацију против ковида 19 у САД, па је тако  69% испитаних мушког пола рекло је да ће примити вакцину, насупрот само 51% жена. Анкета је показала позитивну повезаност између нивоа образовања и спремности за вакцинацију.
У Немачкој је спремност за вакцинацију опала на минимум од почетка епидемије. Главни разлог је страх од нежељених ефеката, и на почетку вакцинације у децембру 2020. године, тренутно је мање од половине Немаца спремно за вакцинацију. У истраживању спроведеном у другој недељи децембра, само 48% Немаца рекло је да ће бити вакцинисани, извештава Мониторинг који је установио Универзитет у Ерфурту и Институт Роберт Кох. У тој анкети 40% испитаника рекло је да прво жели да сачека са одлуком, а 11% је одбија да се вакцинише.

### Негативне последице пандемије ковида 19 на остале вакцинације
У Сједињеним Америчким Државама, Центри за контролу и превенцију болести (ЦДЦ) известили су да је текућа пандемија ковида 19 штетно утицала на закон прописана рутинске педијатријске вакцинације. Пад је забележен код препоручених вакцина у детињству, против грипа, као и код других вакцина вакцина у сличном периоду прошле године. Силазни тренд започео је недељу дна након националне ванредне декларације у вези са ковидом 19.
Светска здравствена организација (ВХО) приметила је сличне забринутости и на глобалном нивоу, са ризиком од епидемија дифтерије, морбила и полиомијелитиса код милиона невакцинисане деце.
Стога стручњаци тврде да је потребан свеобухватан план како би се избегла „фатална олуја“ заразних болести, до које може доћи у дечијем узрасту „због пада обухвата вакцинацијом испод задатих вредности“.

Мелинда Вартон, директор Одељења за имунизационе услуге при ЦДЦ, наглашава... 
... да деца која су имала кашњења у примању вакцина морају да сустигну осталу децу што је пре могуће. Хитност није само због непосредне забринутости због потенцијалних избијања болести попут морбила, већ и због тога што се ове јесени и зиме очекује „судар“ грипа и ковида 19.

## Избор вакцине
У већини земаља у којима је започета вакцинација, свакоме држава може понудити вакцинисање против ковида-19, али за сада неће постојати одабир вакцине коју неко жели примити. Такав избор није могућ због тренутне оскудице.
Две вакцине компанија "Бајонтек-Фајзер" и "Модерна" које су тренутно одобрене у ЕУ "једнако су ефикасне и сигурне", тако да се друге вакцине (за које поступак одобрења још није завршен) не могу примити.

## Трајање имунитета
Пуно трајање имунитета за сада је даље непознато, пре свега због краткоће времена истраживања и могућих промена у појединим сојевима вируса.
Имуни одговор на коронавирус гради се постепено, и може да опстане дужи период. После осам месеци, како је рекла Данијела Веископф, већина оних који су инфицирани и опорављени, и даље имају релативно стабилан имунитет, а како ће то бити након пријема вакцине то ће се знати тек након годину и више дана.

## Бустер доза
Након најновијих сазнања заузет је став да претходно вакцинисане особе код којих је од давања друге дозе вакцине прошло најмање пет месеци могу да приме и трећу (бустер) дозу вакцине против ковида 19 и тиме појачају имуни одговор.
Вакцинисаним особама у две дозе, од 13. августа 2021. године у оквиру препоручене имунизације против заразне болести дата је могућност да особа која се вакцинише изабере врсту вакцине која ће бити примењена као трећа (бустер) доза.
Трећа (бустер) доза вакцине против ковида 19 примењује се код свих особа код којих је завршена примoвакцинација (примљене две дозе вакцине) и то:
- након најмање пет месеци од давања друге дозе, код особа које су претходно примиле две дозе mRNK (Бајонтек-Фајзер) или векторске вакцине (Спутњик В, Астра Зенека);
- након најмање четири месеца од давања друге дозе, код особа које су претходно примиле две дозе инактивисане вакцине (Синофарм);
- након најмање пет месеци од давања додатне, треће дозе, код особа са урођеним или стеченим ослабљеним имунитетом

## Нежењена дејства
Вакцине омогућавају телу да изгради имунитет активирањем Т и Б лимфоцита, ћелија које, препознају циљани вирус и производе антитела за борбу против њега. Ни једна вакцина не може да изазове ковид 19, јер ни једна вакцина не садржи комплетан облик вируса који је одговоран за ову болест.
Док тело ствара имунитет, нормално је да особа доживи мање нежељене ефекте.

### Стопа инциденције за нежељене реакције
Стопа инциденције за нежељене реакције на лек (АДР) (препорука ЦИОМС-а) може се представити као:
| Нежељене реакције         | Учесталост | Симптоми |
| ------------------------- | ---------- | --- |
| Веома честе               | ˃ 10%      | Бол на месту убода |
| Честе                     | 1%-10%     | Пролазна грозница, умор, главобоља, дијареја. Црвенило, оток, свраб, и стврдњавање ткива на месту убода.                                          |
| Ретке                     | ˂ 1%       | Осип по кожи на месту убода. Мучнина и повраћање, свраб на месту где није дата инјекција, бол у мишићима, артралгија, поспаност, вртоглавица итд. |
| Озбиљна нежељена реакција |            | Није забележена никаква озбиљна нежељена реакција у вези са вакцином.                                                                             |

### Могуће нежељени ефекти
Према Центру за контролу и превенцију болести (ЦДЦ) и података Светске здравствене организације (СЗО) уобичајени нежељени ефекти вакцине против ковида 19 укључују:
| Нежељене реакције         | Симптоми |
| ------------------------- | --- |
| Веома честе               | Бол на месту убода |
| Честе                     | Пролазна грозница, умор, главобоља, пролив (дијареја) Црвенило, оток, свраб, и стврдњавање ткива на месту убода                                  |
| Ретке                     | Осип по кожи на месту убода Мучнина и повраћање, свраб на месту где није дата инјекција, бол у мишићима, артралгија, поспаност, вртоглавица итд. |
| Озбиљна нежељена реакција | До сада није забележена никаква озбиљна нежељена реакција у вези са вакцином                                                                     |

Особа такође може доживети нежељене ефекте око места убризгавања, што је обично надлактица. То може укључивати оток, бол, црвенило, осип који сврби и друге благе облике иритације коже.
Здравствене власти признају да свака од 15 одобрених вакцина против ковида 19 може изазвати нежељене ефекте, који нису неочекивани. Они су често благи и трају само неколико дана.
Свака установа за вакцинацију у Сједињеним Америчким Државама мора да пријави специфичне симптоме након вакцинације, познате као нежељени догађаји, владином систему за пријаву нежељених догађаја (ВАЕРС). Појединци могу поднети извештаје и преко ВАЕРС портала.
Слични системи постоје и у другим земљама, док Европска унија тражи од вакцинисаних да пријаве сумњу на нуспојаве свом медицинском особља или попуне онлајн формулар.
Србија
Све регистроване нежељене догађаје након имунизације од стране здравствених радника треба у што краћем року пријавити надлежном институту/заводу за јавно здравље и АЛИМС-у у складу са Правилником о пријављивању заразних болести и посебних здравствених питања у Републици Србији  на Обрасцу број 14.

### Алергијске реакције и анафилаксија
Ретко, вакцинисана особа може доживети алергијску реакцију на један или више састојака вакцине, у облику копривњаче или друге врсте кожног осипа, отока и респираторних симптома.
Тешка алергијска реакција може довести до анафилаксије, а укључује низак крвни притисак, мучнину и отежано дисање, између осталих симптома.
Анафилакса је изузетно ретка нуспојава вакцинације (око 2-5 људи на милион или мање од 0,001% људи вакцинисаних у САД) .
Алергијске реакције на мРНА вакцине су биле посебна брига, јер садрже хемикалију, названу полиетилен гликол (ПЕГ), која никада раније није коришћена у одобреној вакцини. ПЕГ се налази у многим лековима који повремено изазивају анафилаксију. У овим вакцинама, она облаже молекул мРНК и подржава продирање у ћелије.
Слична забринутост постоји у вези са Janssen COVID-19 вакцином, јер садржи полисорбат 80, хемикалију која је структурно повезана са ПЕГ.
Подаци о алергијским реакцијама на мРНА вакцине против ковида 19 примећују да је већина људи који су касније доживели анафилаксију имала историју алергија и ову посебну тешку реакцију.
Подаци сугеришу да постоји веома низак ризик од анафилаксе као резултат мРНА ковид 19 вакцина. Без обзира на то, препоручује да администратори вакцина спроводе предскрининг за специфичне алергијске реакције. Ове вакцине су безбедне за људе са уобичајеним алергијама, као што су храна, кућни љубимци, елементи животне средине, латекс и орални лекови.
Такође се препоручује да свако ко је имао алергијску реакцију на једну дозу вакцине не прими другу дозу исте врсте вакцине.

## Вакцине друге генерације
Генерално, ако вирус има довољно мутација да би његова биологија била значајно другачија, може се сматрати новим сојем. То значи да може другачије реаговати на вакцине или третмане, или вирус може заразити другу врсту или се пренети на другачији начин.
Мутације вируса су природне стратегије преживљавања вируса, а варијанте САРС-КоВ-2, као и вирус класичног грипа, и даље ће се јављати широм света, а њихов број варијанти ће се вероватно повећавати у будућности, што намеће потребу за вакцинама уопште, а посебно за мултивалентним вакцинама.
Произвођачи вакцина очигледно озбиљно схватају претњу да нове варијанте САРС-КоВ-2 могу представљати дуготрајнији ризик за човечанство. Остаје да се види да ли треба да се суочавамо са будућношћу да сваке године вршимо модификацију вакцина који се подударају са новим варијантама САРС-КоВ-2 вируса, слично као што то радимо са вакцинама против грипа.
За фармацеутске компаније, стална потражња за вакцинама, је велики изазова, али им такође може значити загарантовани све већи приход.
Тек када научници схвате колико се постојеће вакцине и вакцине у развоју носе са новим варијантама САРС-КоВ-2, појавиће се потпуна нова слика о неопходности примене вакцина друге генерације.

## Истовремена примена других вакцина
Иако нема доступних података на основу којих би се проценила истовремена примена вакцине САРС-КоВ-2 (Vero Cell), инактивиране са другим вакцинама, не треба примењивати истовремено друге вакцине, већ након одређеног временског периода.